# Vliegvelden gesorteerd naar IATA-code W
Dit is een lijst van vliegvelden gesorteerd op IATA-code met de beginletter W.
| IATA | ICAO | Luchthaven             | Stad        | Land      |
| ---- | ---- | ---------------------- | ----------- | --------- |
| WAW  | EPWA | Frederic Chopin        | Warschau    | Polen     |
| WDH  | FYWH | Hosea Kutako           | Windhoek    | Namibië   |
| WGP  | WADW | Mau Hau                | Waingapu    | Indonesië |
| WIL  |      | Wilson                 | Nairobi     | Kenia     |
| WNZ  |      | Yongqiang              | Wenzhou     | China     |
| WOE  | EHWO | Vliegbasis Woensdrecht | Hoogerheide | Nederland |
| WRO  | EPWR | Nicolaus Copernicus    | Wroclaw     | Polen     |
| WUH  | ZHHH | Tianhe                 | Wuhan       | China     |

A · B · C · D · E · F · G · H · I · J · K · L · M · N · O · P · Q · R · S · T · U · V · W · X · Y · Z · (alles)